# Télécommunications en Guyane
Les infrastructures de  télécommunications en Guyane comprennent le système téléphonique, Internet et les médias audiovisuels.

## Téléphone
Indicatif téléphonique du pays : +594.
Téléphones – principales lignes utilisées :
47 000 (1995).
Téléphones – cellulaires mobiles :
N / A.
Système téléphonique :

domestique :
fil ouvert et système de relais radio micro-ondes
;
internationale :
Station terrienne satellite – 1 Intelsat (océan Atlantique).

## Radio et télévision
Stations de radio :
AM 2, FM 14 (dont 6 répéteurs), ondes courtes 6 (dont 5 répéteurs) (1998).
Radios :
104 000 (1997).
Stations de télévision :
3 (plus huit répéteurs de faible puissance) (1997).
Téléviseurs :
30 000 (1997).

## Internet
Fournisseurs d'accès Internets (FAI) :
N / A
Code pays (Domaine de premier niveau) : GF